# Stadio Mario Rigamonti-Mario Ceppi
Lo stadio Mario Rigamonti-Mario Ceppi (comunemente conosciuto come stadio Rigamonti-Ceppi) è un impianto sportivo della città italiana di Lecco.
Inaugurato nel 1922, è di proprietà comunale e ospita storicamente le partite interne del Lecco, maggior squadra di calcio cittadina.
Deve la sua intitolazione a Mario Rigamonti, calciatore del Grande Torino (e prima ancora del Lecco) morto nella tragedia di Superga nel 1949, e a Mario Ceppi, il presidente più vincente nella storia del club bluceleste.

## Storia

### La costruzione
Nel 1922 il presidente della Società Canottieri Lecco Eugenio Ceppi decise di mettere a disposizione un terreno di sua proprietà nel quartiere lecchese di Castello, affinché vi si costruisse un campo regolamentare a beneficio della sezione calcistica del proprio club (che ancora non si era organizzata autonomamente).
I lavori per il "campo sportivo di via Cantarelli" (dall'odonimo di una delle strade circostanti) procedettero celermente e il 15 ottobre del 1922 (con una settimana di ritardo rispetto alla data prevista, a causa di una pioggia torrenziale che aveva costretto a differire) la struttura venne inaugurata ufficialmente con la disputa di una gara amichevole tra Lecco e Trevigliese.
Tra il 1923 e il 1924 il campo venne implementato con l'aggiunta di spalti e strutture di servizio, assurgendo a vero e proprio stadio.
Fino al 2 giugno 1949 lo stadio non ebbe una propria intitolazione: in tale data gli venne associata la memoria di Mario Rigamonti, calciatore scomparso un mese prima nella tragedia di Superga, già militante nel Lecco nel 1945.

### L'espansione e la Serie A
La struttura del 1923 rimase inalterata per decenni, con sole due tribune (una coperta) sui lati lunghi del campo erboso.
Allorché nel 1956-1957 il Lecco raggiunse per la prima volta la Serie B e, tre anni dopo, la Serie A, nell'estate del 1960 l'impianto fu interessato da un cospicuo ampliamento: le tribune vennero ingrandite con strutture in prefabbricato metallico, portando la capienza a un totale di 22 000 posti, e venne posto in opera un impianto di illuminazione artificiale, che permise di giocarvi anche partite in notturna.

### Il ridimensionamento
Allorché le fortune del Lecco iniziarono a declinare, dagli anni 1980 in poi lo stadio subì una graduale riduzione della capienza. Nel 1984 fu abbattuta la tribuna centrale in tubolari metallici, eretta negli anni 1960, poi sostituita nel 1987 da una nuova gradinata permanente in cemento (di capienza sensibilmente inferiore).
Nel 1993, in occasione del decimo anniversario dalla sua morte, lo stadio venne co-intitolato proprio a Mario Ceppi, che da presidente fu il primo artefice dei maggiori successi della squadra bluceleste.
Con l'avvento del terzo millennio, dovendo ottemperare all'irrigidimento delle norme di sicurezza sugli impianti sportivi pubblici, la capienza omologata dello stadio è calata al di sotto dei 5 000 posti, senza però che le gradinate abbiano subìto amputazioni strutturali.

### Passaggio all'erba sintetica e nuovi adeguamenti
Nell'estate del 2018 il "Rigamonti-Ceppi" è stato sottoposto a un nuovo intervento di ammodernamento, per un importo di circa 500 000 euro: il manto erboso è stato sostituito da un tappeto d'erba sintetica di quarta generazione, mentre gli spalti sono stati consolidati, riverniciati e risanati avvalendosi dell'opera gratuita di 150 richiedenti asilo con l'associazione di volontariato Lezioni al campo.
Nello stesso anno lo stadio ha accolto in via transitoria le gare interne della Caronnese, club di Serie D impossibilitato a usare il proprio campo interno (a sua volta soggetto a ristrutturazione) per le prime partite dell'annata 2018-2019.
Nell'estate 2019, in ottemperanza alle norme infrastrutturali della Serie C (e in generale alle raccomandazioni della FIFA in materia di stadi), i settori tribuna e distinti del "Rigamonti-Ceppi" sono stati integralmente dotati di seggiolini individuali; al contempo è stata rivista la viabilità perimetrale e la mappa degli accessi (allargando i marciapiedi di via Don Pozzi, via Cantarelli e via Pascoli, nonché posando nuove barriere per il prefiltraggio dei tifosi) ed è stato potenziato l'impianto di illuminazione (portato a 800 lumen in tutte le direzioni e allacciato a gruppi elettrogeni, per garantirne l'alimentazione anche in caso di black out sulla rete ordinaria).
Nell’estate 2023, a seguito della promozione del Lecco in Serie B, si rendono necessari ulteriori lavori di adeguamento, interamente finanziati dal club con uno stanziamento attorno ai 700 000 €. Essi consistono nell’aumento della capienza omologata a poco meno di 5000 posti (inferiori ai 5500 richiesti da regolamento per la serie cadetta, ma omologabili in deroga), con risanamento e riconfigurazione dei posti nelle curve, revisione delle aree di pre-filtraggio del pubblico con tornelli mobili, potenziamento dell’impianto d’illuminazione a un valore di 1 200 lux, ristrutturazione degli spogliatoi e delle aree di lavoro dei giornalisti e degli operatori broadcast, innalzamento della palazzina con gli uffici del Calcio Lecco 1912. Nell’attesa del completamento di questi lavori, la squadra bluceleste ha indicato transitoriamente quale campo per le proprie gare interne lo stadio Euganeo di Padova, nel quale ha giocato solo una partita di campionato, per poi tornare al Rigamonti-Ceppi dal 16 settembre. I lavori di potenziamento strutturale sono bensì proseguiti anche successivamente, fino ai primi del 2024, con l'allargamento della curva sud (previa edificazione di ulteriori gradinate in prefabbricato metallico) e la posa dei seggiolini anche nei lati corti degli spalti.

## Dati strutturali
Lo stadio si configura come struttura a vocazione unicamente calcistica: gli spalti si affacciano direttamente sui bordi del terreno di gioco, attorno al quale non vi è alcun tipo di pista. La capienza omologata è di poco più di 5500 posti, tutti numerati, con seggiolini e suddivisi in quattro settori:
- Tribuna, 1301 posti: unico spalto completamente coperto da una tettoia in muratura, ospita le postazioni per i giornalisti e i locali di servizio dell'impianto.
- Distinti, 1644 posti: opposti alla tribuna, sono parzialmente riparati da una tettoia metallica.
- Curva nord, 1343 posti: completamente scoperta, ospita normalmente i gruppi della tifoseria organizzata lecchese.
- Curva sud, 1220 posti: completamente scoperta, è dedicata alle tifoserie ospiti.

## Eventi non calcistici
Il 9 agosto 2014 lo stadio ha ospitato le finali del mondiale per club di Ultimate frisbee (WUCC 2014).